# آب‌باریک (کنگاور)
آب‌باریک، روستایی از توابع بخش مرکزی شهرستان کنگاور در استان کرمانشاه ایران است.شغل ساکنان این روستا عمدتاْ کشاورزی دیم و دامپروری است.
مردم این روستا به زبان کردی کلهری و کردی مایانی صحبت می‌کنند.

## جمعیت
این روستا در دهستان فش قرار دارد و براساس سرشماری مرکز آمار ایران در سال ۱۳۸۵، جمعیت آن ۱۶۰ نفر (۴۳ خانوار) بوده‌است.